# 彼得·達頓
彼得·克雷格·達頓（英語：Peter Craig Dutton；1970年11月18日—）是澳洲的一位自由党籍政治人物，曾于2022年至2025年间澳洲眾議院反對黨領袖兼澳大利亚自由党领袖。

## 政治生涯
他于2001年在昆士蘭州迪克森选区當選联邦議員，其后他曾在联盟党执政的不同时期担任过就业劳工部长、助理财政部长、卫生部长、体育部长及移民及國境保護部長、內政部長、國防部長等职。2017年起担任联邦內政部長，並曾於2018年8月辭職，向支持度下滑的時任總理麦肯·腾博「逼宮」，以挑戰總理及党魁一職。隨後腾博辞职，但他并未在黨圑選舉中勝出而升任党魁及總理。其后，獲新任党魁及总理莫里森提名，再度出任內政部長，再於2021年3月調任國防部長。2020年3月曾確診2019冠狀病毒。2022年5月，在自由黨于联邦大选中落败后，前总理及党魁斯科特·莫里森宣布辞职，达顿于5月30日当选为新一任自由黨领袖，并相应成为议会反對党领袖。2025年5月3日，自由黨在联邦大选中遭遇歷史性的慘敗，同時達頓所在選區的議會席位被工黨的阿莉·法蘭斯奪下。在選舉之夜中，達頓於澳東時間晚間9點30分後承認敗選，並宣布已致電總理艾班尼斯，祝賀工黨成功連任。在敗選演說中，達頓坦承聯盟黨表現不佳，並為選舉結果承擔全部責任。他也成爲澳洲歷史上首個直接沒保住議會席位的反對党领袖，意味著他也失去了從政的工作。5月7日，達頓一人從布里斯班乘坐航班抵達堪培拉，要去辦公室感謝員工。對記者聲稱自己將“優雅地”离开政坛，不會成爲政治評論員以及花更多的時間陪伴家人和朋友。

## 政見
- 反對澳洲成為共和國
- 支持在烏克蘭和台灣遭入侵時提供軍援
- 反對同性婚姻
- 反對大麻合法化[7]

### 南非农民
达顿支持接收逃离南非农场袭击的白人难民。
2018年，在南非裔澳大利亚人社区要求为其家庭成员提供特别移民的压力下，他宣布，由于南非的高暴力犯罪率和“他们在南非面临的可怕环境”，南非白人需要在澳大利亚获得难民身份。
BBC新闻报道称，“瑞典人”撰写的“白人种族灭绝信息”引起了达顿的“共鸣”，促使他想向南非白人农民提供快速签证，因为他们受到“迫害”，声称他们需要一个“文明”国家的帮助。
澳大利亚绿党领袖理查德·迪·纳塔莱(Richard Di Natale)称把南非白人农民带到澳大利亚的过程是“彻头彻尾的种族主义“。他还说，这将恢复与白澳政策类似的政策。